# Gueorgui Tchoulkov
Gueorgui Ivanovitch Tchoulkov (en russe : Георгий Иванович Чулков ; ISO 9 : Georgij Ivanovič Čulkov), né en 1879 à Moscou et mort le 1er janvier 1939, est un poète symboliste russe engagé dans les mouvements révolutionnaires anarchistes russes de 1905, et qui inventa en 1906 la théorie de l'anarchisme mystique.

## Biographie
Né dans une famille noble et pauvre de la région de Tambov, Tchoulkov étudie la médecine à l'université de Moscou de 1898 à 1901. Il adhère à une organisation révolutionnaire d'étudiants, est arrêté en décembre 1901 et exilé à Amga, dans la région de Iakoutsk, en Sibérie. Amnistié en 1903, il est autorisé à s'installer à Nijni Novgorod, où il vit pendant une année. Il arrive à Saint-Pétersbourg en 1904, et devient rédacteur de la revue Novy Put’ (Nouvelle Voie), dont la parution est suspendue en janvier, au cours des troubles qui accompagnent la Révolution de 1905. Tchoulkov participe à la revue Voprosy Zhizni (Problèmes de la Vie), aux côtés de Nicolas Berdiaev, Serge Boulgakov et Nicolas Lossky ; la revue cesse de paraître en décembre 1905.
En 1906, Tchoulkov publie  Fakely (Torches), une anthologie de l'écriture symboliste, appelant les écrivains russes à abandonner le symbolisme et le décadentisme pour aller vers de « nouvelles expériences mystiques ». Au cours de la même année, il poursuit dans ce sens avec un manifeste de l'« anarchisme mystique ». Les poètes russes Alexandre Blok et Viatcheslav Ivanov soutiennent le nouveau mouvement, alors que Valéry Brioussov, le rédacteur en chef de la principale revue symboliste Vesy (La Balance) et Andreï Biély s'y opposent.
Tchoulkov publie un certain nombre de romans, poèmes et recueils de nouvelles entre 1906 et 1914, date à laquelle il fut incorporé dans l'armée russe pour participer à la Première Guerre mondiale. Après la fin de la Révolution russe, il se remet à l'écriture, mais n'arrive que difficilement à se faire éditer sous le régime soviétique ; il tourne en dérision le marxisme dans des poèmes non publiés. Après 1922, il se tourne plus spécifiquement vers la critique littéraire et l'histoire russe. De 1925 à 1939, il publie des livres sur des sujets aussi divers que le décembrisme, Fiodor Tiouttchev, Pouchkine, Dostoïevski, Don Quichotte et la dynastie Romanov au XIXe siècle.

## Œuvres

### Romans
- Satana (Satan), 1914, 185 p.
- Serezha Nestroev, 1916, 182 p.
- Metel', 1917, 190 p.

### Recueils
- Kremnistyj put', 1904, 141 p.
- Vesnoyu na sewer, 1908, 86 p.
- Lyudi v tumane, 1916, 177 p.
- Vchera i segodnya, 1916, 166 p.
- Posramlenye besy, 1921, 127 p.
- Nashi sputniki, 1922, 199 p.
- Stihotvoreniya (Poems), Moscou, Zadruga, 1922, 112 p.
- Vechernie zori: rasskazy, Moscou, Zemlya i fabrika, 1924, 91 p.
- Valtasarovo tsarstvo (Le Royaume de Balthasar), Moscou, Respublika, 1998,  (ISBN 5-250-02491-2), 607 p.